# 下眼柔麗鯛
下眼柔麗鯛，為輻鰭魚綱鱸形目隆頭魚亞目慈鯛科的其中一種，分布於非洲馬拉威湖流域，棲息深度15-18公尺，體長可達16.2公分，棲息在沙石底質水域，以無脊椎動物為食，生活習性不明，可做為觀賞魚。

## 擴展閱讀
維基物種上的相關：下眼柔麗鯛